# بخش ۳۷۵
بخش ۳۷۵ (به انگلیسی: Section 375) فیلمی محصول سال ۲۰۱۹ و به کارگردانی آجای باهل است. در این فیلم بازیگرانی همچون آکشای کانا، ریچا چادا، میرا چوپرا، کیشور کادام و ساندیا مریدول ایفای نقش کرده‌اند.